# کلوآنتیت
کلوآنتیت (به انگلیسی: Chloanthite) با فرمول شیمیایی (NiCo)As3 از مجموعه کانی هاست و قابلیت هدایت الکتریکی دارد. از واژة یونانی Khloanthes به معنای متمایل به سبزگرفته شده‌است. محلول در HNO۳ متغیر (نسبت به محتوای Co,Ni) برای اولین بار در آلمان شرقی کشف شد و از نظر شکل بلور: هگزائدر - هگزا اکتائدر - دودکائدر، رنگ: سفید قلعی - خاکستری تیره، شفافیت: کدر (اپاک)، شکستگی: نامنظم، جلا: فلزی، رخ: ندارد، سیستم تبلور: مکعبی و در رده‌بندی سولفور است همچنین خاصیت مغناطیسی ندارد و منشأ تشکیل آن هیدروترمال است.
همایند کانی‌شناسی (پارانژ) آن اشعه X و واکنش‌های شیمیائیگرسدورفیت - آرسنوپیریت -راملسبرژیت - سافلوریت- بیسموت- آرسنیک- گرسدورفیت- اسکوترودیت و غیره است
، از نظر ژیزمان بلوری - آگرگات دانه‌ای - توده‌ای کمیاب است و بیشتر در آلمان غربی و شرقی، چک اسلواکی، اطریش، فرانسه، مراکش و کانادا یافت می‌شود.